# آنیشوارا سوراهان
آنیشوارا سوراهان (انگلیسی: Anișoara Sorohan؛ زادهٔ ۹ فوریه ۱۹۶۳) قایقران روئینگ اهل رومانی بود.
وی در مسابقات کشوری و بین‌المللی در مجموع برندهٔ ۱ مدال طلا، ۱ مدال نقره، ۲ مدال برنز شده‌است.